# Поліптих
Поліптих — картина (зазвичай на дерев'яній основі), розділена на секції або дошки. Зокрема, диптих — двосекційний твір мистецтва, триптих — трисекційний, тетраптих або квадриптих розділений на 4 секції, пентаптих — на 5 і так далі.
Зазвичай на поліптиху виділяється найбільша основна або центральна дошка; інші, що прикріплюються до неї або один до одної, називаються бічними стулками. Картини, складові поліптиху, зазвичай пов'язані спільним задумом і єдністю колірного і композиційного ладу. Іноді секції можуть бути рухливими, що дозволяє перебудовувати їх в іншому порядку, як, наприклад, у Ґентського або Ізенгеймського вівтарів.